# Messias (ort)
Messias är en ort i Brasilien.   Den ligger i kommunen Messias och delstaten Alagoas, i den östra delen av landet, 1 500 km nordost om huvudstaden Brasília. Messias ligger 127 meter över havet och antalet invånare är 12 375.
Terrängen runt Messias är platt. Närmaste större samhälle är Rio Largo, 10,6 km söder om Messias.
Omgivningarna runt Messias är en mosaik av jordbruksmark och naturlig växtlighet. Runt Messias är det mycket tätbefolkat, med 1 692 invånare per kvadratkilometer.